# Pintura digital

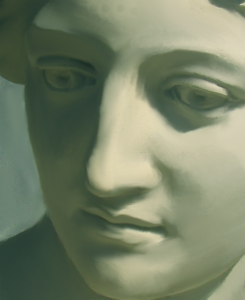
La mujer de roca. Anónimo. Pintura digital. Photoshop CS

La pintura digital es la técnica empleada para crear un objeto artístico de manera digital mediante el uso de softwares gráficos. Esta técnica adapta los medios tradicionales para crear una pintura (como lo son la pintura acrílica, la pintura de aceite, la tinta, la acuarela, etc.) que normalmente se aplican sobre soportes tradicionales, tales como lienzos de madera, tela, papel, poliéster, etc., a un medio digital con la ayuda de softwares que se ejecutan en dispositivos electrónicos como pc, laptops, celulares, tabletas. Entonces, la pintura digital se define como la utilización de la computación gráfica para generar pinturas virtuales con la ayuda de herramientas digitales como pinceles, gamas de colores, programas digitales, etc. La ventaja que existe en el campo virtual es que se puede disponer de muchos instrumentos o herramientas que no existen de forma real fuera de la computadora, dándole de esta manera a las obras digitales un aspecto y comportamiento distinto al de las mismas pero hechas de manera tradicional.
Ha aparecido el término de pintura digital también para designar las tintas que se usan en las impresoras, y que algunas veces tiende a confundir el término.

## Características visuales
Las características visuales específicas de una pintura digital pueden remontarse al software con el que se hayan generado. Ejemplos de algunas características son la transparencia, la simetría, la distorsión, la repetición, la textura, el grofado (creación de ilusiones de tercera dimensión), la aparición de círculos matemáticamente perfectos, o bien, de elipses, cuadrados y otras formas, así como la presencia de una superficie plana, hasta ahora, debido a la imposibilidad técnica de obtener la configuración tridimensional que los brochazos le dan a una pintura original. En la pintura digital, la opción de deshacer trazos, sin dejar rastros de hasta veinte o más trazos, así como otras acciones, permiten una manera más espontánea e intuitiva de trabajar, que es imposible en la pintura tradicional. El software, o bien, la función específica dentro del software elegido para generar la obra, determina el resultado y acabado final de la misma ya que por ejemplo se puede tener acuarela, corte en lino, impresión de pantalla, pintura de aceite, etc. Así, la pintura digital no es tanto un medio, si no una nueva apariencia de todo el rango de medios existentes complementados con nuevas funciones. 

## Tipos de arte digital
La pintura es solamente una de por lo menos cinco direcciones que pueden ser distinguidas en el arte digital temprano: 
1. El arte generado a computadora: nace directamente de la inteligencia digital y la programación. La imagen es el resultado de una serie de ceros y unos, muy parecido a las notas musicales que, no son música por sí solas, sino símbolos que determinan cómo sonará la misma.
2. La foto-arte digital: comienza con una fotografía que es manipulada y transformada en una nueva imagen con la ayuda de herramientas digitales.
3. La animación digital: se basa en una serie de pinturas o dibujos, no necesariamente hechos en una computadora, que son manipulados y puestos en movimiento con la ayuda de programas computacionales.
4. El arte en vídeo: igualmente, se basa en la manipulación de imágenes en movimiento.
5. La pintura digital tradicional: crea una imagen a partir de trazos simulando los de pincel en mano, pero el lienzo y las herramientas de pintura, son digitales.[1]

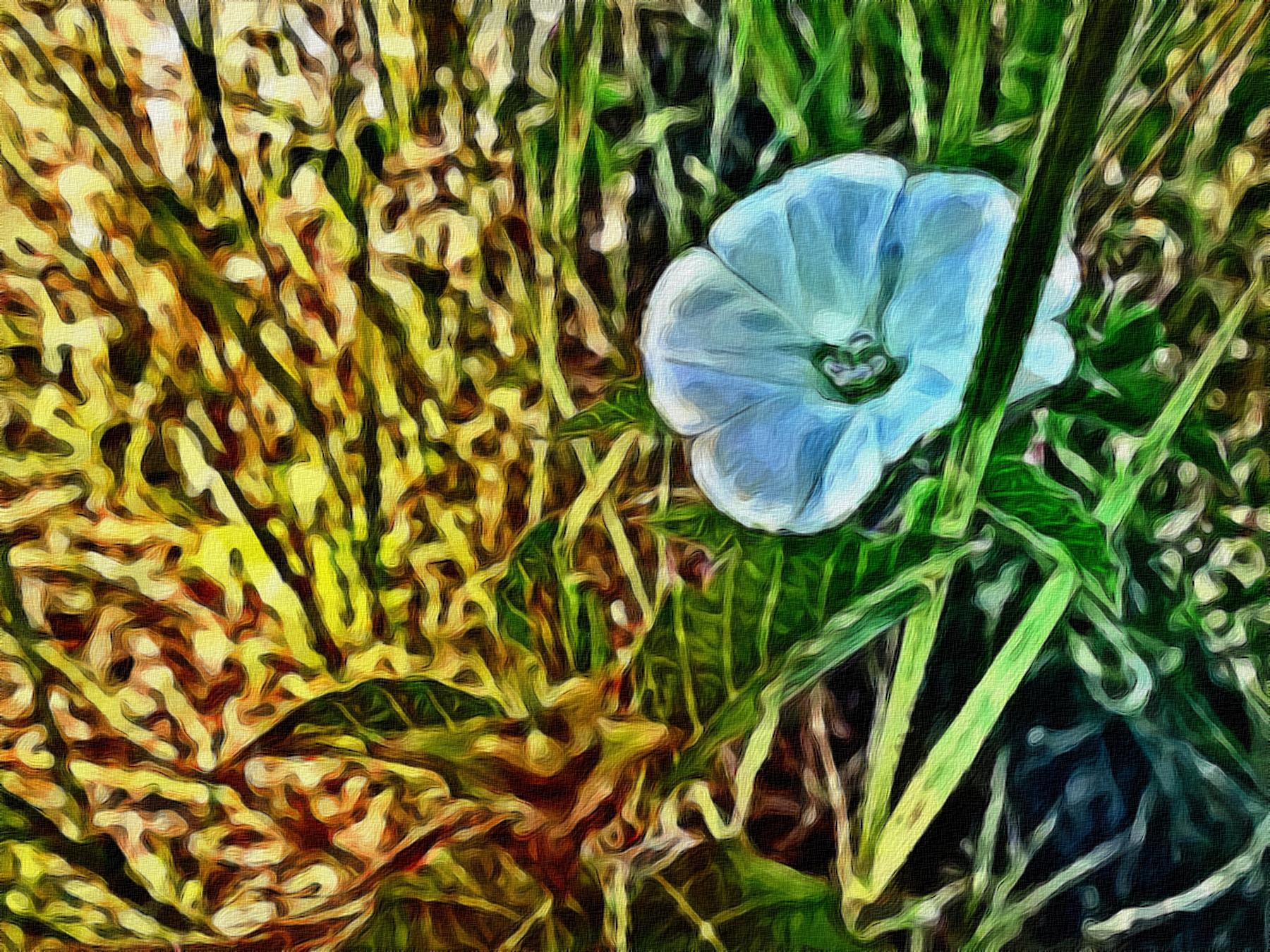
Muestra de una pintura digital

## Arte generado a computadora
Dentro de esta categoría, se puede hacer una distinción en la técnica entre modo de código y modo de diseño. La diferencia puede ser aclarada con el ejemplo del diseño de una página web. Por ejemplo, un diseñador web que quiere darle a una página un fondo negro, lo puede hacer escribiendo en un lenguaje que la computadora sea capaz de comprender: <body bgcolor="#000000">. Las primeras pinturas digitales fueron hechas con este método (modo código), donde el artista escribía el código, y el código generaba una imagen. Este modo, ofrece mucha libertad en cuanto a estilo e idioma, aunque es importante mencionar que figuras muy complicadas son difíciles de programar.
Algunos de los programas modernos que son utilizados hoy en día para el diseño web usualmente ofrecen las dos opciones, un modo diseño, al igual que un modo código. La ventaja del modo diseño, es que permite crear páginas web sin la necesidad de programar. El diseñador puede elegir entre construir visualmente una imagen y el software generará el código necesario. No obstante, los programas gráficos utilizados para la pintura digital llevan estas propiedades a un paso más allá. El modo diseño es el único modo. Esto implica que la imagen es traducida en códigos que son necesarios para verla, imprimirla, etc. sin la intervención del artista. La mayoría de éstos programas ofrecen un número de figuras ya hechas, como círculos, elipses, cuadrados, y distintos puntos de pincel.
Mientras probablemente no sea posible crear figuras exactamente iguales o perfectas a mano alzada, para una computadora, no es difícil en absoluto. Por lo tanto, la constante aparición de formas regulares y repetición exacta en la pintura digital son características constantes y dominantes. Con estos programas gráficos, es posible también someter la generación de figuras a una variedad de operaciones matemáticas. Programas para el arte fractal por ejemplo, ayudan al artista a crear estructuras visualmente complejas de gran regularidad matemática.

## Portadores
El proceso creativo en la pintura digital y tradicional es más o menos el mismo, lo que cambia es que cuando la pintura digital es terminada, no existe nada físico que colgar en la pared, la obra digital en sí, está en el disco duro de la computadora. La forma más común de hacer presentable y vendible una pintura digital, es proyectándola en un portador tradicional, como papel, lienzo o poliéster. Esto es comúnmente hecho en un impresor profesional.

## Dificultades especiales
Al trabajar con dos portadores separados – el disco duro en donde la pieza es creada y guardada como archivo, y el papel, lienzo, etc. en el cual es proyectado y se convierte en su apariencia física concreta – se producen algunas dificultades específicas para los artistas digitales al igual que para los vendedores de la obra terminada. La más prominente es: ¿cómo proteger la unicidad numérica de la obra si la fuente está guardada en dígitos unitarios en una computadora y puede ser exacta e infinitamente reproducida? Otros problemas típicos son: ¿cómo hacer que los colores que son impresos igualen a los que son proyectados en el monitor de la computadora y cómo aumentar o disminuir el ancho y largo de las dimensiones del trabajo sin distorsionar las líneas y formas, y sin que el archivo se haga inmanejable? Un problema de una naturaleza totalmente diferente nace de la relativa facilidad de copiar y pegar en el rama del trabajo digital, lo cual en ocasiones crea preguntas sobre derechos de autor y reproducibilidad, así como sobre hasta qué grado la obra es una forma de autoexpresión o no.

## Mercado para el arte digital
El mercado del arte digital se encuentra actualmente (2023) obstaculizado por el hecho de que lo original es usualmente indistinguible de una copia. Como resultado, junto con el camino actual de desarrollo, la venta de pinturas digitales originales es gradualmente suplantada por la venta de impresiones, y el mercado digital se mueve en dirección al mercado de libros impresos, donde el manuscrito original es principalmente una herramienta para maximizar la venta de copias exactas. Las impresiones diseñadas a mano por el artista y la certificación (siguiente sección) podrían traer un cambio de dirección, si es que esto se dirige a un mercado maduro para el arte digital, lo cual, es difícil de predecir.

## Certificado de Unicidad Estándar (Standard Certificate of Uniqueness, SCU)
En un intento de atender los problemas de originalidad, unicidad y derechos de autor y para estimular el progreso de una fórmula para vender y comprar pinturas digitales clara y confiable, un SCU (Certificado de unicidad estándar) fue redactado en el 2013, el cual puede ser voluntariamente adoptado por artistas y distribuidores de arte digital. El certificado contiene la declaración del artista de que él o ella son creadores totales y de cada parte de la obra. El artista promete ofrecer a la venta únicamente una presentación física de la obra, con la huella digital o firma clara y visible en pintura fresca o tinta en el frente. En la segunda versión (enero de 2015), el portador digital y el derecho exclusivo de explotación de la obra son transferidos al comprador. El artista conserva una copia de vista para propósitos no comerciales. La apreciación económica del artista estará entonces, determinada por el mercado tradicional de arte digital original, posiblemente influenciado por el del mercado de impresiones. 

## Técnica digital

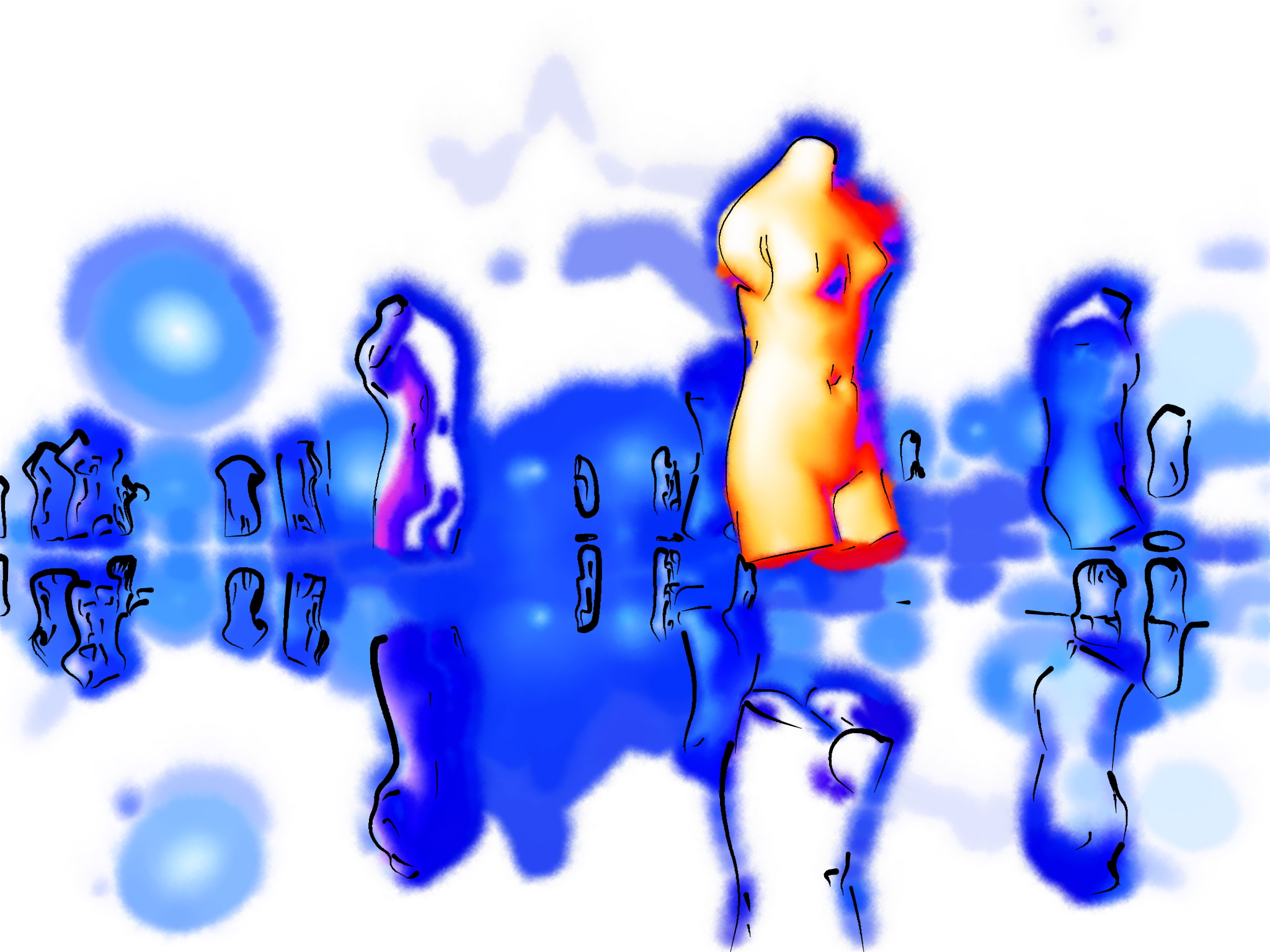
Venus en espejos. Pintura digital

La pintura digital difiere de otras formas de arte digital, particularmente del arte generado por computadora, en que no involucra la representación computarizada de un modelo. El artista utiliza técnicas de pintura para crear la pintura digital directamente en la computadora. Todos los programas de pintura digital tratan de imitar el uso de medios físicos por medio de distintos efectos de pincel y pintura. Muchos programas incluyen distintos tipos de pinceles que son estilizados digitalmente para representar el estilo tradicional como aceites, acrílicos, pasteles, carboncillo, pluma e incluido medios de aerografía. También existen algunos efectos únicos para cada tipo de pintura digital que retratan los efectos realistas de, por ejemplo, acuarela. En la mayoría de los programas de pintura digital, los usuarios pueden crear su propio estilo de pincel utilizando una combinación de texturas y formas. Esta última característica de personalizar pinceles digitales es muy importante ya que permite unificar la pintura tradicional con la digital. 
La pintura digital prospera en su mayoría en la producción de arte ya que es más usada en el diseño conceptual para películas, televisión y juegos de video. Los softwares de pintura digital como Corel Painter, Adobe Photoshop, ArtRage, GIMP, Krita, MyBrushes y openCanvas le dan a los artistas un ambiente similar al de un pintor físico: un lienzo, herramientas de pintura, paletas de mezcla y una gran variedad de colores. Existen distintos tipos de pintura digital, incluyendo el impresionismo, realismo y acuarelas. Aunque también, como todo arte, la pintura digital tiene sus ventajas y desventajas. Mientras la pintura digital le da al artista la facilidad de trabajar en un ambiente organizado, algunos argumentan que el artista siempre tendrá más control al sostener un pincel físico. Algunos artistas creen que le falta algo a la pintura digital, como algún carácter único y diferente a los objetos elaborados físicamente. Muchos artistas comentan en blogs sobre las diferencias entre las obras creadas digitalmente y las obras creadas a mano (tradicionalmente).

## Comparación con la pintura tradicional

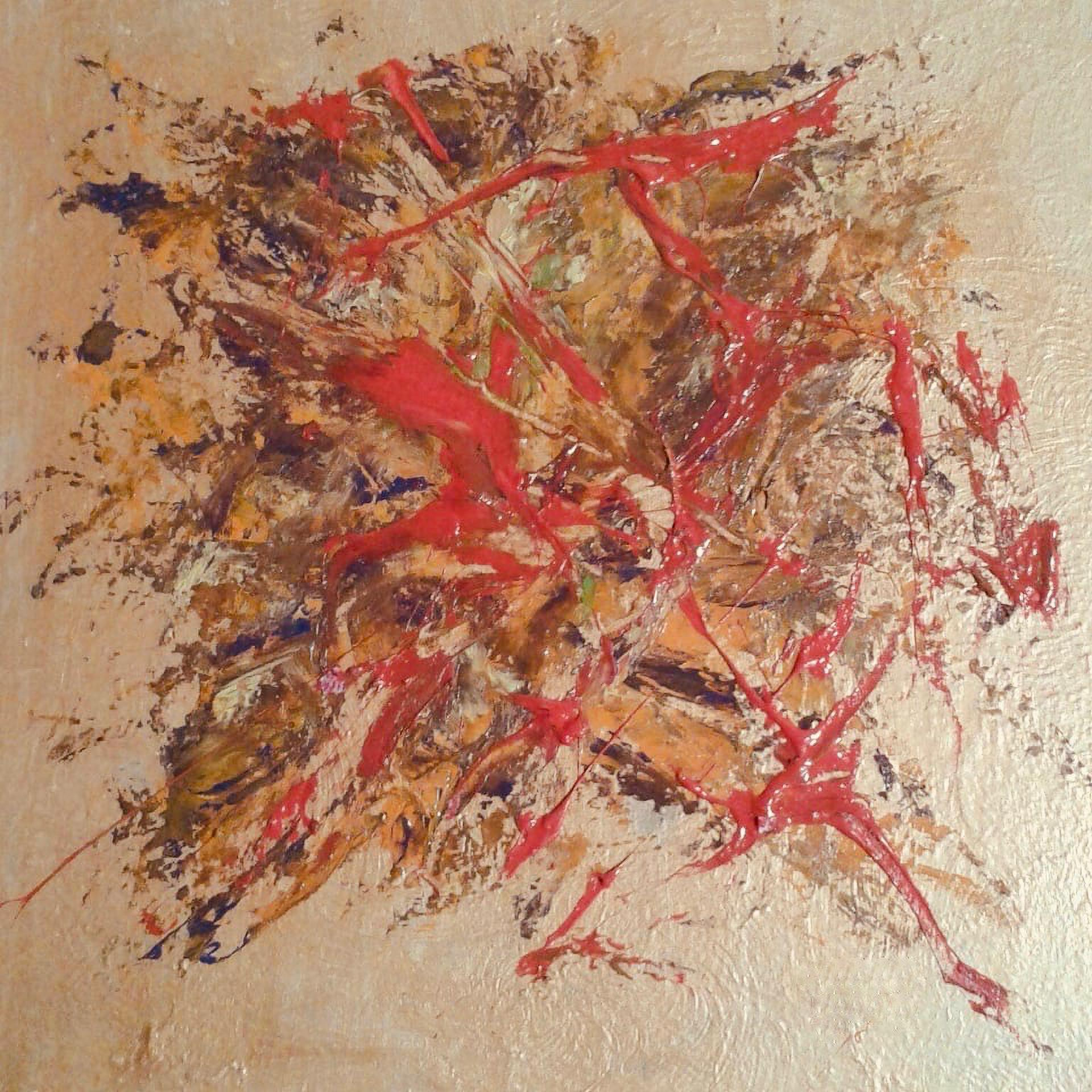
Sharade (Tania Cantone) - Mezcla de pintura digital y tradicional.

Aparte de la separación del portador con el obra, la principal diferencia entre la pintura digital y tradicional es el proceso no lineal en el que se desarrolla, ya que el artista a menudo puede acomodar su pintura en capas que pueden ser editadas independientemente. También, la habilidad de deshacer y rehacer pinceladas o trazos crea intervalos no lineales en el proceso creativo. La pintura digital también se diferencia en la manera en la que emplea las técnicas debido a la diferencia de superficies y la amplia variedad de herramientas virtuales. 
El artista digital tiene a su disposición varias herramientas que no están disponibles para un pintor tradicional. Algunas de ellas son: una paleta virtual que consiste de millones de colores (aunque estos colores están limitados por las capacidades de la pantalla y la tecnología de impresión, mientras que la forma tradicional lidia con pigmentos tangibles), casi cualquier tamaño de lienzo, y la habilidad de retractarse y corregir errores, al igual que gomas, lápices, lacas, pinceles, peines y una variedad de herramientas con efectos 2D y 3D. 
Una tableta gráfica y una 'Stylus' le permiten al artista trabajar con movimientos de mano precisos simulando una herramienta de dibujo y un área de dibujo real, mientras que otros programas (como Adobe Eazel) están desarrollados para pintar con los dedos directamente en la pantalla. Ambas tabletas y pantallas touch son sensibles a la presión (tacto), permitiéndole al artista variar la intensidad del medio elegido en pantalla. Existen tabletas con más de dos mil diferentes niveles de presión a los que son sensibles.

## Orígenes

### Sketchpad

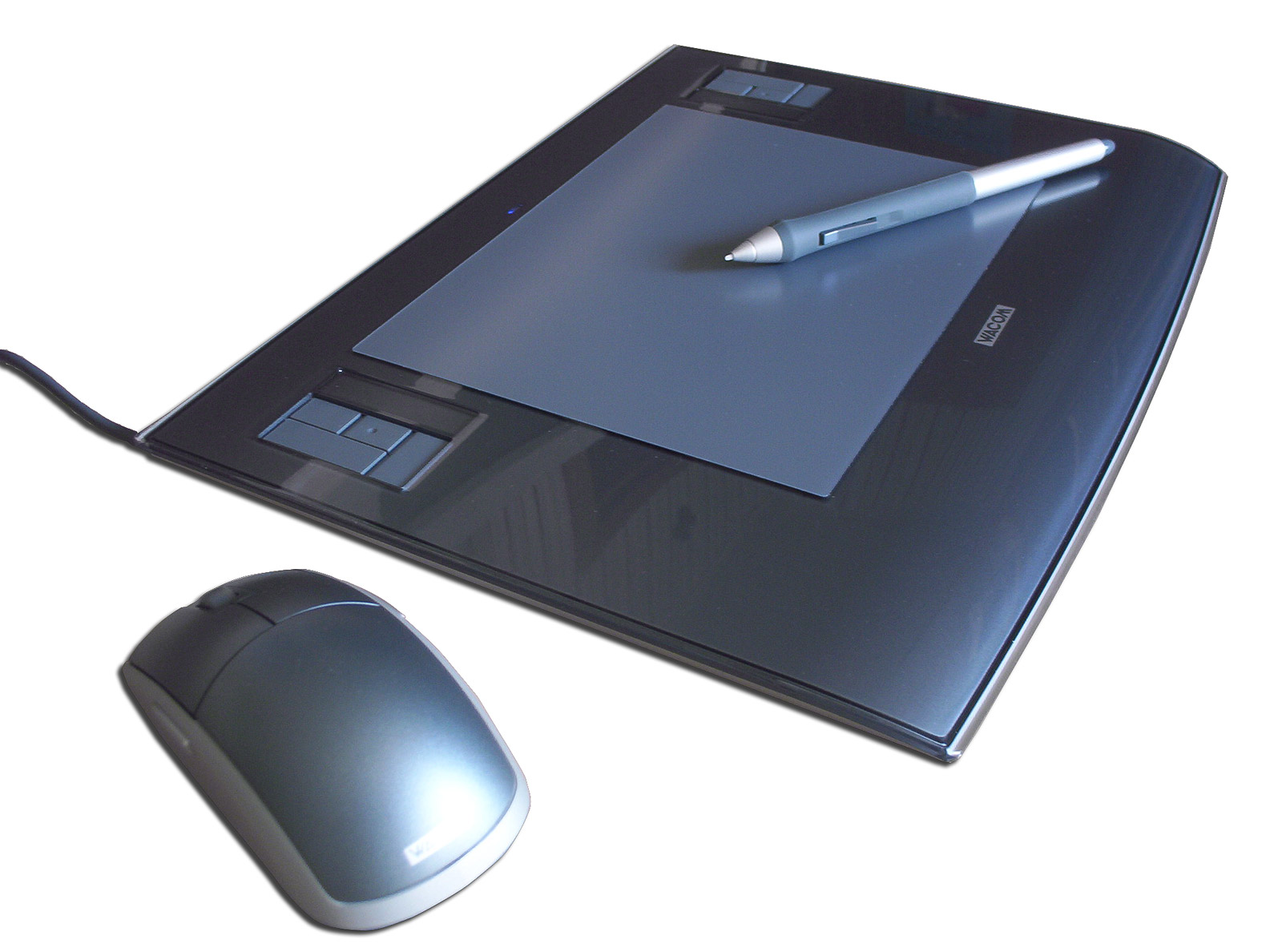
Muchas artistas prefieren usar tabletas gráficas para crear pintura digitales en lugar de usar un ratón de computadora.

El primer programa de manipulación gráfica fue un programa llamado Sketchpad.  Creado en 1963 por Ivan Sutherland, un estudiante graduado del MIT. Sketchpad, le permitía al usuario manipular objetos en un CRT (cathode ray tube). No obstante, tiempo después en 1968, llevó a la creación de la tableta Rand para trabajos en el proyecto GRAIL, y la primera tableta de la historia fue creada. Otras de las primeras tabletas, o digitalizadores, como el ID (intelligent digitizer) y el BitPad fueron exitosas comercialmente y utilizadas en programas como CAD (Computer Aided Design). Las tabletas modernas son las herramientas por elección de los pintores digitales. Hoy, WACOM es la industria líder en tabletas que tiene una variedad de tamaños desde 4" x 6" hasta 12" x 19" y que además tienen un grosor de menos de una pulgada. Otras marcas de tabletas gráficas son Aiptek, Monoprice, Hanvon, Genius, Adesso, Trust, Manhattan, Vistablet, DigiPro, etc. Todas estas tabletas gráficas tienen las funciones básicas de un mouse, así que también pueden ser utilizadas como mouse y son compatibles con prácticamente todos los softwares de Windows y Macintosh.

### Tabletas
La idea de utilizar tabletas gráficas para comunicarle órdenes a una computadora fue una idea pensada desde 1968 cuando la compañía RAND (Research and Development) de Santa Mónica, desarrolló una tableta Rand que era usada para programar. Los digitalizadores fueron popularizados a mediados de 1970 y a principios de 1980 por el éxito comercial del ID (Intelligent Digitizer) y del BitPad manufacturados por Summagraphics Corp. Estos digitalizadores fueron utilizados como dispositivos de entrada para varios sistemas de alta calidad como CAD (Computer Aided Design) y también fueron mezclados con las computadoras personales y PC's con softwares CAD como AutoCAD.

### MacPaint
El primer programa comercial que le permitía al usuario diseñar, dibujar y manipular objetos fue el programa MacPaint. La primera versión de este programa fue introducida al mercado el 22 de enero de 1984 en la Apple Lisa. La habilidad de dibujar a mano alzada y de crear gráficos con este programa lo hicieron el más popular de su tipo durante 1984. Las primeras versiones del programa eran llamadas MacSketch y LisaSketch, y la última versión de MacPaint fue MacPaint 2.0 lanzada en 1998. La mayoría del éxito de MacPaint está relacionada con el lanzamiento de la primera computadora Macintosh, la cual estaba equipada con MacPaint y otro programa llamado MacWrite.  Fue la primera computadora personal con una interfaz gráfica de usuario y además perdió el tamaño estorboso de su antecesora, la 'Lisa'.  La Macintosh estaba disponible por alrededor $2500 dólares, y la combinación del diseño más pequeño y ligero hicieron a esta computadora un éxito, exponiendo así al usuario de computadoras tradicionales a las posibilidades gráficas del programa incluido, MacPaint.

### Adobe
Otro de los primeros programas de manipulación de imágenes fue Adobe Photoshop. Al principio se llamaba Display y fue creado en 1987 por Thomas Knoll en la Universidad de Míchigan como un programa de visualización de imágenes monocromáticas. Con la ayuda de su hermano John, el programa se convirtió en un programa de edición de imágenes llamado Imagepro, pero después fue cambiado al nombre actual, Photoshop. Los hermanos Knolls hicieron un acuerdo con Adobe systems y Apple, y Photoshop 1.0 fue lanzado en 1991 para Macintosh. Adobe systems había lanzado anteriormente Adobe Illustrator 1.0 en 1986 en la Macintosh de Apple. Estos dos programas, Adobe Photoshop y Adobe Illustrator son actualmente dos de los programas más utilizados en la producción de pinturas digitales. Illustrator introdujo el uso de las curvas Bezier, las cuales permitían al usuario ser increíblemente detallado en sus vectres gráficos. Un desarrollo reciente es Adobe Eazel, que permite pintar con los dedos en acuarela directamente en la pantalla de un iPad, y exportar en una más alta resolución al espacio de trabajo más grande de Photoshop CS5 en una PC.

### Kid Pix
En 1988, Craig Hickman creó un programa de pintura llamado Kid Pix, el cual hacía más fácil y accesible el uso de MacPaint para niños. El programa fue creado originalmente en blanco y negro, y después de varias revisiones fue lanzado a color en 1991. Kid Pix fue uno de los primeros programas comerciales que integraron color y sonido en un formato creativo. Mientras Kid Pix fue creado intencionalmente para niños, se convirtió en una herramienta valiosa para introducirle a adultos los diferentes usos de una computadora.

### Programas de pintura basados en la Web
En años recientes ha habido un crecimiento en sitios web que apoyan la pintura digital en línea. Algunos de los recursos de internet con este fin son:  Sumo Paint, Queeky y Slimber. El usuario esta todavía dibujando digitalmente con el uso de un software: usualmene el software está en el servidor del sitio web que se esté utilizando. Sin embargo con la aparición del HTML5, algunos programas utilizan parcialmente el buscador web del cliente para manejar una parte del procesamiento. El rango de herramientas y pinceles puede ser más limitado que los softwares independientes gratuitos. La velocidad de respuesta, calidad de color y la habilidad de guardar en archivo o imprimir son similares en cualquiera de los dos medios.

## Libros y artículos
- Donald Kuspit The Matrix of Sensations VI: Digital Artists and the New Creative Renaissance
- Joline Blais and Jon Ippolito, At the Edge of Art, Thames & Hudson Ltd, 2006
- Christiane Paul Digital Art, Thames & Hudson Ltd
- Donald Kuspit "Del Atre Analógico al Arte Digital" in Arte Digital Y Videoarte, Kuspit, D. ed., Consorcio del Círculo de Bellas Artes, Madrid
- Becerra Jonathan, BENNY ARTE: Vision de l'art Numerique, préface Benny Arte, à Paris, éditions du wallsemerging, París, 2018, ISBN 978-0-244-69505-7
- Robert C. Morgan Digital Hybrids, Art Press volume #255, pp. 75-76
- Frank Popper From Technological to Virtual Art, MIT Press
- Bruce Wands Art of the Digital Age, London: Thames & Hudson
- Christine Buci-Glucksmann, "L’art à l’époque virtuel", in Frontières esthétiques de l’art, Arts 8, París: L’Harmattan, 2004
- Margot Lovejoy Digital Currents: Art in the Electronic Age Routledge 2004
- Brandon Taylor Collage Thames & Hudson Ltd, 2006, p. 221
- Wayne Enstice & Melody Peters, Drawing: Space, Form, & Expression, New Jersey: Prentice Hall
- Frank Popper Ecrire sur l'art : De l'art optique a l'art virtuel, L'Harmattan 2007
- Fred Forest Art et Internet, Editions Cercle D'Art / Imaginaire Mode d'Emploi
- Lieser, Wolf. Digital Art. Langenscheidt: h.f. ullmann. 2009